# Paul Poisson de Bourvallais
Paul Poisson de Bourvallais (* in Laval; † 1718 in Paris) war ein französischer Finanzmann, der am Ende der Herrschaft von Ludwig XIV. eine bedeutende Rolle spielte.

## Leben und Wirken
Als Sohn eines Notars aus Laval versah er zunächst Lakaienstellen und wurde dann zum Schützling von Louis II. Phélypeaux de Pontchartrain (1643–1727), dem damaligen Präsidenten des bretonischen Parlements in Rennes, der ihn in die Pariser Finanzwelt einführte.
1677 übernahm Paul Poisson de Bourvallais selbst die Stelle als bretonischer Parlamentspräsident, erhielt 1689 eine leitende Stellung im Finanzamt, Contrôleur général des finances, wurde 1695 zum "Sekretär des Königs" ernannt und erhielt in den folgenden Jahren durch die Vermittlung von Ludwig XIV. weitere Ämter. So war er auch Hauptzollpächter, fermiers généraux.
An der Place Vendôme in Paris errichtete er das nach ihm benannte Hôtel de Bourvallais, in dem sich heute das französische Justizministerium befindet.
1703 kaufte er das Schloss Champs-sur-Marne und beendete die dortigen Bauarbeiten. Diese waren unter dem vorherigen Besitzer Charles Renouard de La Touanne († 1704) begonnen worden, der den Architekten Pierre Bullet und dessen Sohn Jean-Baptiste Bullet de Chamblain 1699 mit dem Bau beauftragt hatte, dann aber Bankrott erklärt hatte, worauf der Bau eingestellt werden musste.
Poisson de Bourvallais' zur Schau gestellter Reichtum, seine zahlreichen Besitztümer in Paris und auf dem Lande sowie das runde Dutzend an einträglichen königlichen Ämtern erregten öffentlichen Neid. Er wurde der Veruntreuung angeklagt und in einem Prozess unter der Leitung des Herzogs Adrien-Maurice de Noailles 1716 zu einer hohen Geldstrafe verurteilt. Er musste das Schloss Champs-sur-Marne verkaufen, zog sich auf seinen Wohnsitz an der Place des Victoires in Paris zurück und starb dort 1718.